# 遠賀川站

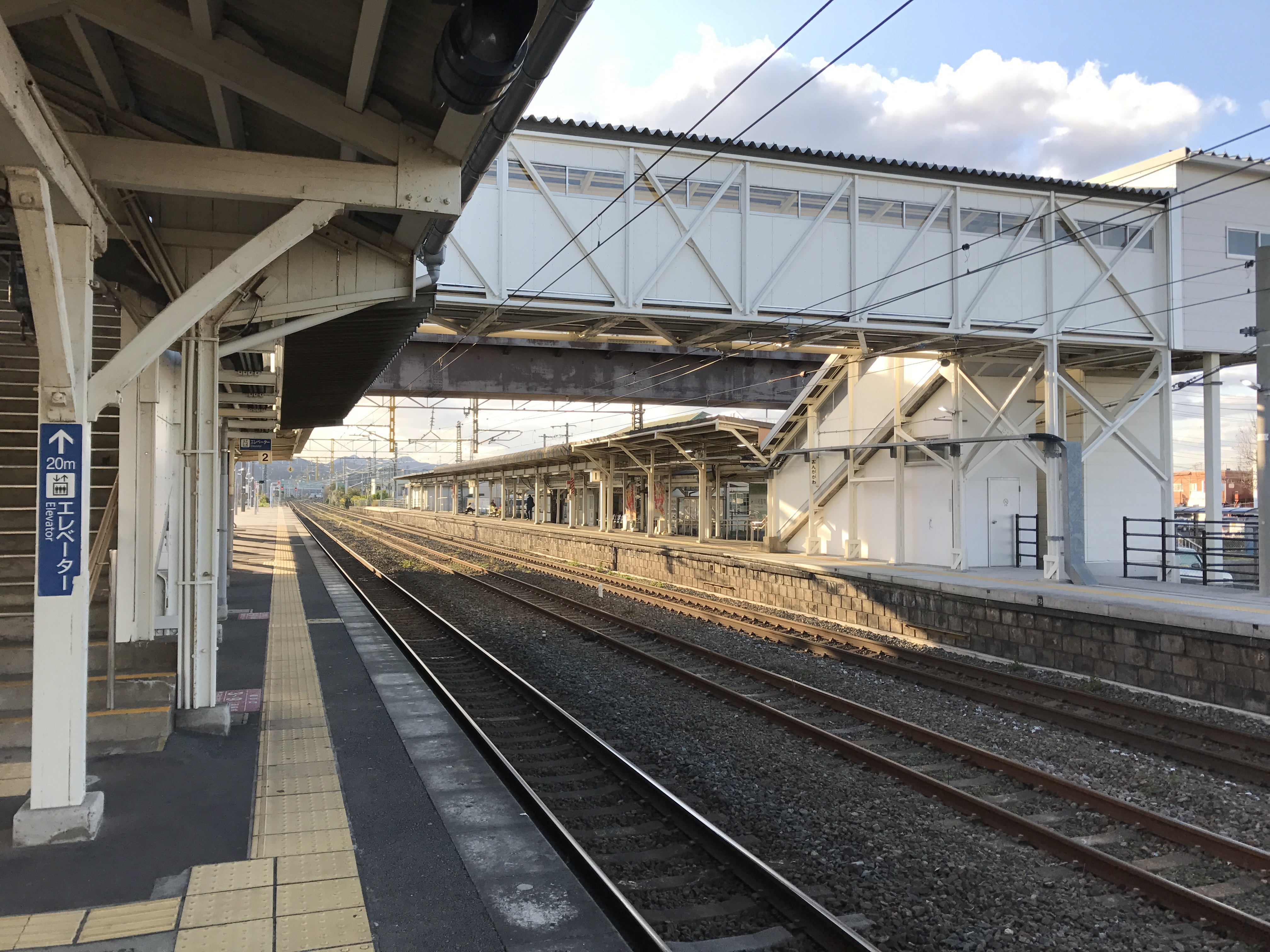
月台(2016年12月)

遠賀川站（日语：／ Ongagawa eki */?）是位於福岡縣遠賀郡遠賀町遠賀川一丁目，九州旅客鐵道（JR九州）的鹿兒島本線車站。車站編號為JA17。為遠賀町唯一車站，在鄰町蘆屋町與遠賀川西岸地區中的最接近車站。另外，遠賀町南邊鄰接的鞍手町北部市民也會使用此站。
在1961年（昭和36年）前設有蘆屋線，在1985年（昭和60年）3月前設有室木線的分支車站。

## 歷史
- 1890年（明治23年）11月15日 - 九州鐵道開設此站。
- 1907年（明治40年）7月1日 - 九州鐵道被國有化，成為帝國鐵道廳車站。
- 1908年（明治41年）7月1日 - 隨著遠賀川修改河道，車站遷移至現地，同時室木線遠賀川至室木站之間開通。
- 1947年（昭和22年）3月2日 - 蘆屋線遠賀川至蘆屋乘降場之間開通。
- 1947年（昭和22年）12月16日 - 車站全面重建し[1]，並舉行了新車站落成式典禮[2]。
- 1961年（昭和36年）6月1日 - 蘆屋線全線廢止。
- 1985年（昭和60年）4月1日 - 室木線全線廢止。
- 1987年（昭和62年）
  - 3月18日 - 車站翻新為西式風格[3]。
  - 4月1日 - 伴隨國鐵分割民營化，車站由九州旅客鐵道（JR九州）營運。
- 2009年（平成21年）3月1日 - 此站可以使用IC卡「SUGOCA」[4]。
- 日期不詳 - 遠賀川路軌技術中心關閉[5]。
- 日期不詳 - 開設遠賀川設施實習中心[5]。
- 2015年（平成27年）4月1日 - 南北公眾通道啟用。同時車站南邊的站前廣場，南側站前廣場至縣道的道路開始使用。
- 2017年（平成29年）
  - 8月30日 - 在早上8時，站內鯛魚燒店附近著火[6]。車站大樓全面燒毀[7]，使列車臨時通過遠賀川站，約2萬5千人受影響[7]。
  - 12月9日 - 臨時車站大樓開始使用[8]。

## 車站構造
車站是一座地面車站，設有1面1線的單式月台和1面2線的島式月台，另外設有沒有月台的2條待避線，合共設有2面5線的結構。單式月台為1號月台，島式月台為2、3號月台。2號月台供下行貨物列車待避，5號月台下行著發線，以及出入路軌中心用。在5號月台外側設有大型路軌中心的側線。各月台設有跨線橋連接。車站大樓由於高於地面，因此設有輪椅用的斜道。另外，車站外側設有與實物相同的隧道和車站月台，以實習線的設施。
此站是由JR九州服務支援管理的業務委託車站，設有綠色窗口和自動閘機。車站可以使用「SUGOCA」IC卡。在車站大樓內閘口外設有Kiosk，但在2009前結業。
在上述的火災中，把1964年建成約400平方米的車站大樓燒毀。隨後在車站大樓西邊（博多站一方）設置臨時車站大樓和閘口（沒有自動閘機。設有SUGOCA IC卡閘機，與無人車站的閘機相同規格）。在2017年12月9日，以輕鋼（預鑄組件）建成，約66平方米的車站大樓開始使用。在隨後的日子，町與JR將相討不使用預鑄組件再重建車站大樓。

### 月台
| 月台 | 路線       | 上下行 | 方向           |
| ---- | ---------- | ------ | -------------- |
| 1    | 鹿兒島本線 | 上行   | 小倉、下關方向 |
| 2、3 | 鹿兒島本線 | 下行   | 赤間、博多方向 |

### 遠賀川路軌技術中心（廢止）
在5號月台外側，設有由JR九州子公司「九鐵工業」營運的「九鐵工業、遠賀川路軌技術中心」。從黑崎站運送路軌至此處，並改造成長路軌。在此處中，會標示「遠賀川站常備」，並停泊了16輛Chiki5500形（所屬小倉綜合車輛中心），此處設有升起路軌的吊臂。
隨後，在路軌中心廢止後，遺址由JR九州和九鐵工業設置了共同研修設施「遠賀川設施實習中心」。設立目的是為了讓中層員工與集團中土木、設施相關職員可進行檢査、作業技術實習基地。在中心內設置與實物相同的隧道和車站月台。另外，中心建築物中，展示了關於設施的事故。

## 使用狀況
在2018年（平成30年）度，1日平均乘車人次為2,557人。
根據JR九州的數據，以下是近年1日平均乘車人次列表：
| 年度               | 1日平均 乘車人次 |
| ------------------ | ---------------- |
| 2016年（平成28年） | 2,647            |
| 2017年（平成29年） | 2,588            |
| 2018年（平成30年） | 2,557            |

## 車站周邊
- 折尾警署（日语：折尾警察署）遠賀川派出所
- 屋內停泊單車場
- 站東停泊單車場
- 站西停泊單車場
- 站南停泊單車場
- 町營遠賀川站東停泊單車場
- 遠賀町營站南第2停泊單車場
- 遠賀信用金庫（日语：遠賀信用金庫）遠賀川分店
- 福岡縣道27號直方蘆屋線（日语：福岡県道27号直方芦屋線）
- 福岡縣道55號宮田遠賀線（日语：福岡県道55号宮田遠賀線）（舊室木線路軌遺址的繞道）
- 福岡縣道285號濱口遠賀線（日语：福岡県道285号浜口遠賀線）
- 福岡縣道286號黑山廣渡線（日语：福岡県道286号黒山広渡線）
- 福岡縣道299號岡垣遠賀線（日语：福岡県道299号岡垣遠賀線）（前國道3號）
- JA遠賀
- 遠賀川站前商店街
- 平和遠賀站前齋場
- 遠賀川郵局
- 西川
- 遠賀町公所
- 遠賀駕駛學校（日语：おんが自動車学校）（營運遠賀町社區巴士的公司）
- 國道3號（距離車站約3分鐘車程）
- 遠賀郡消防本部
- 遠賀川、遠賀川划船場
- 遠賀町立圖書館
- 福岡響信用金庫（日语：福岡ひびき信用金庫）遠賀分店
- youme Town遠賀（日语：ゆめタウン遠賀）
- 遠賀町立廣渡小學
- 遠賀綜合運動公園
- 遠賀町立遠賀中學
- 島津・丸山歷史自然公園（丸山古墳）
- 蘆屋賽艇場（日语：芦屋競艇場）
- 遠賀川溫泉
- 福岡縣立遠賀高等學校（日语：福岡県立遠賀高等学校）
- 航空自衛隊蘆屋基地（日语：芦屋基地）
- 蘆屋町公所
- 蘆屋海灘、海濱公園、休閑泳池Aqua Cyan

## 巴士路線
在車站前巴士站（遠賀川站前巴士站）設有前往鞍手町、直方市的西鐵巴士，前往蘆屋町的蘆屋町市鎮巴士，前往町內各處的遠賀社區巴士。
- 西鐵巴士（西鐵巴士筑豐（日语：西鉄バス筑豊））
  - 66：鞍手車廠 - 鞍手中學前 - 新入 - 直方巴士中心（日语：直方バスセンター）
  - 68：鞍手車廠 - 鞍手中學前 - 京之上 - 直方巴士中心
- 遠賀社區巴士
  - 町內各方向
- 蘆屋市鎮巴士
  - 祇園崎 - 中央醫院
  - 鶴松團地 - 中央醫院 - 濱湯團地 - 夏井濱

## 相鄰車站
九州旅客鐵道
鹿兒島本線
■快速、■區間快速
通過
■區間快速（部分列車）、■普通
水卷（JA18）－遠賀川（JA17）－海老津（JA16）

### 曾經存在的路線
日本國有鐵道
室木線
遠賀川－古月
蘆屋線
遠賀川－筑前蘆屋

## 注腳
1. ↑  . 遠賀町.   [2015-06-09]. （原始内容存档于2016-11-03）.
2. ↑  「門司鉄道局渉外情報短信抜粋」（中村光司『知られざる連合軍専用客車の全貌』JTB出版，2015年4月，234-236頁）昭和22年12月16日。
3. ↑  . 鐵道雜誌 (鐵道雜誌社). 1987-06, 21 (7): 105.
4. ↑  . 交通新聞 (交通新聞社). 2009-03-03: 1.
5. 1 2 3 4  実習設備の活用（安全報告書2017 P13 4-1『安全を支える人材の育成』）PDF九州旅客鐵道（2018年8月25日）
6. ↑  遠賀川駅で火災、１時間運転見合わせ （页面存档备份，存于） 毎日新聞，2017年8月30日
7. 1 2  ＪＲ遠賀川駅の駅舎が全焼 （页面存档备份，存于） - NHK新聞福岡(2017年8月30日)
8. 1 2 3  . 西日本新聞. 2017-12-04  [2017-12-04]. （原始内容存档于2017-12-04）.
9. ↑  お知らせ - 九州旅客鐵道（2017年8月30日）PDF
10. ↑  交友社『鐵道迷』2017年7月號 「JR旅客会社の車両配置表」
11. ↑   (PDF). 九州旅客鐵道.   [2018-07-13]. （原始内容存档 (PDF)于2019-12-06）.

## 外部連結
- 遠賀川（車站資訊） - 九州旅客鐵道